# Євлогій (Георгіївський)
Євлогій (у миру — Василь Семенович Георгієвський; 10 квітня 1868, Тульська губернія — 8 серпня 1946, Париж) — російський церковний діяч, митрополит Західноєвропейський.

## Біографія
Народився в Тульській губернії (нині територія РФ). Закінчив Московську духовну академію зі ступенем кандидата богослов'я (1892). Від 1894 — викладач Тульської духовної семінарії. 1895 архімандрит Антоній (Храповицький) постриг його в чернецтво. Від 1897 — ректор Холмської духовної семінарії. 12 січня 1903 відбулась єпископська хіротонія Євлогія в єпископа Люблінського, вікарія Холмської єпархії. Від 18 липня 1905 — єпископ, од 20 травня 1912 — архієпископ Холмський і Люблінський. Член Державної думи 2-го та 3-го скликань (див. Державна дума Російської імперії). Його стараннями утворено Холмську губернію й виведено її зі складу Царства Польського. Від 14 травня 1914 — архієпископ Волинський і Житомирський. Учасник Помісного собору РПЦ (15 серпня 1917 — 1 вересня 1918). Емігрував 1919 із Росії. Перебуваючи на еміграції, не спрацювався ні з митрополитом Антонієм (Храповицьким), ні з митрополитом Сергієм (Страгородським); останній 1930 звільнив Євлогія від управління російськими церквами в Західній Європі й заборонив йому священнослужіння. Євлогій разом з вірними йому приходами перейшов у юрисдикцію Константинопольського патріархату. 2 вересня 1945 Євлогій возз'єднався з РПЦ і його призначили екзархом російських православних приходів у Західній Європі.
Помер і похований у м. Париж (Франція).
Посмертно видано спогади Євлогія «Путь моей жизни» (1947).